# Baranavičy
Baranavičy (in bielorusso Баранавічы?) o Baranoviči (in russo Барановичи?; in yiddish באַראַנאָוויטש‎?; in polacco Baranowicze; in lituano Baranovičiai) è una città della Bielorussia, la seconda per importanza della regione di Brėst.

## Geografia fisica
Si trova a metà strada fra Brėst e Minsk, sull'autostrada M1, e costituisce un importante nodo ferroviario.

## Storia

### Origini
Nella seconda metà del XVII secolo, Baranavičy ospitò la missione dei gesuiti. Nella seconda metà del XVIII secolo, il territorio era proprietà delle famiglie Massalski e Niesiołowski. Il villaggio era amministrativamente parte del voivodato di Nowogródek fino alla terza spartizione della Polonia (1795), quando fu annessa all'Impero russo. Nel XIX secolo apparteneva alla contessa E.A. Rozwadowski. Faceva parte del Novogrodek (ora Navahrudak) okrug , che faceva parte del Governatorato di Slonim, del Governatorato della Lituania, del Governatorato di Grodno e poi del Governatorato di Minsk.

### Sviluppo urbanistico
La storia della città iniziò il 17 (29) novembre 1871, con la costruzione di un posto di movimento per la nuova sezione della ferrovia Smolensk-Brėst. Il nome della stazione sorto durante la costruzione era quello del vicino villaggio, Baranavičy, la cui prima menzione fu nel testamento di A.E. Sinyavskaya nel 1627. Poi, nel 1871, non lontano dalla stazione, fu costruito il deposito delle locomotive.
Nel 1874 vi fu la comparsa del nodo ferroviario. Negli edifici della stazione di legno vivevano i ferrovieri di Baranavičy. La nuova ferrovia collegava Mosca con la periferia occidentale della Russia imperiale.
L'impulso per un più grande insediamento delle aree adiacenti alla stazione da sud fu deciso il 27 maggio 1884 dal governatore di Minsk, che decise di costruire una città, Rozvadovo, sulle terre del proprietario Rozwadowski. La città fu costruita secondo il piano del governatore approvato. Nel villaggio c'erano 120 case e 500 persone.
I piani approvati dallo zar Alessandro III presumevano che ci sarebbe stata anche una ferrovia che collegava Vilnius, Luninec, Pinsk e Rovno. Pertanto, a 2,5 km dalla stazione, la ferrovia Mosca-Brest ha attraversato il binario Vilnius-Rovno dalle ferrovie polesiane. All'incrocio c'era un'altra stazione, Baranavichy (secondo Polesie Railways), che divenne il secondo centro della città.
Come prima, operai e commercianti si stabilirono vicino alla stazione. Il nuovo insediamento fu chiamato Nuova Baranavičy, a differenza di Rozvadovo, che divenne informalmente chiamato Vecchia Baranavičy. Si è sviluppato sui terreni di proprietà dei contadini dei villaggi vicini alla nuova stazione (Svetiloviči, Gierow e Uznogi). Più conveniente della terra dei proprietari, i suoi termini di locazione e la vicinanza alle agenzie amministrative hanno contribuito alla rapida crescita di questo insediamento.

### XX secolo
All'inizio della prima guerra mondiale, Baranavičy era la sede dello Stavka, il quartier generale dello Stato maggiore russo, ma dopo la Grande ritirata dei russi dal Congresso polacco, divenne una città in prima linea. Fu presa dall'esercito tedesco durante l'offensiva di Baranovichi del 25 luglio 1916 e rimase sotto l'occupazione tedesca per due anni. Alla fine, i tedeschi cedettero la città alla Repubblica Popolare Bielorussa.
Dopo che la cittadina fu abbandonata dai tedeschi nel gennaio 1919, fu conquistata dai sovietici. Nelle prime fasi della guerra polacco-sovietica, fu catturata brevemente dai polacchi il 18 marzo successivo e nuovamente catturato, più a lungo, nell'aprile 1919, cinque mesi dopo che la Polonia aveva riconquistato l'indipendenza. I russi la ripresero il 17 luglio 1920, ma i polacchi lo ripresero nuovamente il 30 settembre 1920.
Il 1º agosto 1919, ha ricevuto i diritti della città e divenne un centro di potere nel Voivodato polacco di Nowogródek e ribattezzata Baranowicze. Nel 1921, la cittadina contava più di 11.000 abitanti (67% ebrei, il resto erano per lo più bielorussi, polacchi e russi). Ben presto, la città iniziò a crescere e divenne un importante centro di scambi e commerci per l'area. La cattedrale ortodossa della città fu costruita in stile neoclassico nel 1924-1931 ed era decorata con mosaici sopravvissuti alla demolizione della Cattedrale Aleksandr Nevskij, a Varsavia. Nel 1930, un monumento al tenente colonnello ungherese Artur Buol, un eroe dei combattimenti polacchi nella Guerra polacco-sovietica, fu inaugurato a Baranowicze. Nel periodo interbellico, i nonni e il padre dei politici polacchi Lech Kaczyński e Jarosław Kaczyński vivevano a Baranowicze.
La città era anche un'importante guarnigione militare, con una brigata di cavalleria KOP, la 20ª divisione di fanteria e la brigata di cavalleria Nowogródzka di stanza lì. A causa della rapida crescita dell'industria locale, nel 1938 fu aperta una filiale locale della Radio Polacca. Nel 1939 Baranavičy contava quasi 30.000 abitanti ed era la città più grande e importante del Voivodato di Nowogródek.
Dopo l'invasione sovietica della Polonia, l'Armata Rossa entrò in città il 17 settembre 1939. Fu quindi annessa alla Repubblica Socialista Sovietica Bielorussa. Alla popolazione ebraica locale di 9.000 persone si sono aggiunti circa 3.000 rifugiati ebrei provenienti dalle aree polacche occupate dalla Germania nazista. Dopo l'inizio dell'operazione Barbarossa, la città fu conquistata dalla Wehrmacht il 25 giugno 1941. Baranavičy fu inclusa nel Generalbezirk Weißruthenien nel Reichskommissariat Ostland durante l'occupazione tedesca. Nell'agosto 1941, venne creato il ghetto ebraico della città, con più di 12.000 ebrei tenuti in condizioni terribili in sei edifici alla periferia. Dal 4 marzo al 14 dicembre 1942, l'intera popolazione ebraica del ghetto fu inviata in vari campi di concentramento tedeschi e uccisa nelle camere a gas. Solo circa 250 sopravvissero alla guerra.
La città fu liberata dall'Armata Rossa l'8 luglio 1944. Fu anche capoluogo del voblast' dal 1939 al 1941 e di nuovo dal 1944 al 1954. Nel frattempo, ebbe luogo un'intensa industrializzazione. Nel 1991, la città è diventata parte della Bielorussia indipendente.

## Amministrazione

### Gemellaggi
- Gdynia, dal 1993

### Patti d'amicizia
- Ferrara, dal 1998

## Infrastrutture e trasporti
La stazione ferroviaria principale della città è quella di Baranavičy Centrale

## Curiosità
La "personificazione" dello stemma cittadino (la locomotiva), si trova esposta a mo' di monumento, in una piazzola-autogrill (sulla M1) nei pressi dello svincolo sud cittadino.